# Flittard
Flittard ist ein Stadtteil von Köln im Bezirk Mülheim im rechtsrheinischen Norden.

## Lage
Flittard grenzt im Osten an Dünnwald, im Süden an Stammheim, im Westen an den Rhein und im Norden an Leverkusen, dessen Chempark teilweise auf Flittarder Boden liegt.
Flittard, umgeben von Großstädten und Industrie, hat weiterhin eher einen dörflichen Charakter und ist aufgeteilt in einen alten Ortsteil am Rheindeich und drei neuere Teile gegen Osten.

## Geschichte
Der Name Flittard bedeutet fließende, vom Rheinstrom an- oder weggeschwemmte Erde und weist auf die frühere Hochwassergefährdung hin, der dieser Kölner Vorort bis zum Bau des Deichs 1894/95 immer wieder ausgesetzt war.

Ausschnitt Karte Köln und Umgebung Anfang 19. Jahrhundert

Der Ort wurde 989 erstmals urkundlich erwähnt. Seit dem Mittelalter gehörte er zum Amt Porz im Herzogtum Berg. 1795 besetzten französische Revolutionstruppen den Ort. Flittard wurde 1808 ein Teil der Mairie Mülheim, die zum Kanton Mülheim im Département Rhein im Großherzogtum Berg gehörte. Seit 1815 kam Flittard an das Königreich Preußen und an den Kreis Mülheim/Rhein. Am 1. April 1914 wurde Flittard nach Köln eingemeindet.
Der an der Edelhofstraße gelegene Bahnhof Köln-Flittard der Mülheim-Leverkusener Eisenbahn (Strecke Chempark – Flittard – Köln-Stammheim – Köln-Mülheim, eröffnet 1898), im Volksmund Acetylsalicylsäure-Express genannt, wurde 1972 für den Personenverkehr stillgelegt und das Empfangsgebäude abgerissen. Weiterhin erfolgt Güterverkehr auf der Strecke.
1912 wurde die Löschgruppe Flittard (Freiwillige Feuerwehr) gegründet, die im Rahmen ihrer Einbindung in den Brandschutz sowie die technische Hilfe-Leistung innerhalb der Feuerwehr Köln für die Ortsteile Flittard und  Stammheim zuständig ist.

## Wappen
| Wappen von Flittard | Blasonierung: „Gespalten in Grün und Rot durch einen silbernen (weißen) Wellenpfahl; vorn zwei gekreuzte behalmte goldene (gelbe) Ähren und hinten oben zwei pfahlweise gestellte silberne (weiße) Fische; das Ganze auf der Nabelstelle belegt mit einem silbernen (weißen) Schildchen darin eine rote Hausmarke in Form einer abgestützten schräg liegenden Wolfsangel und daraus wachsenden links schrägen Tatzenkreuz.“ |
| Wappen von Flittard | Wappenbegründung: Das Wappen wurde 2023 von Jürgen Krause aus Essen in Zusammenarbeit mit Rainer Weidenbach vom Bürgerverein Flittard entworfen und am 2. Mai 2023 in die Deutsche Ortswappenrolle des Herold, Nr. 93 NW eingetragen. Der Wellenpfahl symbolisiert den Rhein, die Ähren stehen für die Landwirtschaft und die Fische erinnern an das frühere Fischerdorf Flittard. Die Hausmarke im unteren Teil des Wappens entstammt dem Wappen des Johann von Flitert einer der letzten Überlebenden eines einflussreichen Rittergeschlechts aus Flittard, welche viele Schöffen in der Familie hatten. Die Farben Grün, Weiß (Silber) und Rot sind in Flittard weit verbreitet, da sie von einigen Vereinen des Ortsteils ebenfalls verwendet werden. So z. B. die Flittarder Karnevalsgesellschaft v. 1934, der TV Flittard v. 1893 sowie die Schützenbruderschaft von 1594 in Grün-Weiß; Rot-Weiß sind auch die Kölner Stadtfarben. |

## Bevölkerungsstatistik
In Flittard lebten am 31. Dezember 1990 8365 Menschen. Zehn Jahre später waren es noch 8201 Personen. Am 31. Dezember 2013 betrug die Einwohnerzahl noch 7850 und zum 31. Dezember 2017 erhöhte sich die Zahl leicht auf 7998 Einwohner.
Struktur der Bevölkerung von Köln-Flittard (2021):
- Durchschnittsalter der Bevölkerung: 43,7 Jahre (Kölner Durchschnitt: 41,4 Jahre)
- Ausländeranteil: 17,1 % (Kölner Durchschnitt: 19,3 %)
- Arbeitslosenquote: 11,4 % (Kölner Durchschnitt: 8,6 %)

## Sehenswürdigkeiten
Der Ortskern von Flittard besteht aus kleinen ländlichen Häusern. Der älteste Profanbau ist der Bongartzhof, ein Fachwerkbau mit Backsteinausfachung und tief heruntergezogenem Walmdach von 1715.
Die römisch-katholische Pfarrkirche St. Hubertus besitzt noch den Westturm des 12. Jahrhunderts, den ein gotischer Knickhelm krönt. Das Kirchenschiff wurde 1896/97 als neuromanische Stufenhalle gebaut.
Die evangelische Immanuel-Kirche wurde 2013 errichtet.
- St. Pius X., katholische Pfarrkirche
- Hillijehüüsje, ein „mehrere hundert Jahre“ alter Bildstock[4]
- Paulinenhof, ein alter Gutshof, der 1828 durch Franz Egon von Fürstenberg erworben, neu aufgebaut und nach seiner Frau „Paulinenhof“ genannt wurde.
- Telegrafenstation, die einzige erhaltene Station der optischen Telegraphenlinie Berlin-Coblenz aus preußischer Zeit. Nachdem die Telegrafenlinie 1849 stillgelegt worden war, kaufte Franz Egon von Fürstenberg das zwischen Stammheim und Flittard stehende Gebäude und bewahrte es als Denkmal aus der Frühzeit der Nachrichtentechnik vor dem Verfall.
- Japanischer Garten (Leverkusen), ein auf dem Industriegelände Chempark gelegener Landschaftsgarten
- Flugplatz Leverkusen, auf dem Gebiet des Stadtteils Flittard gelegen.
- Motte Kurtekotten, eine abgegangene Hügelburg
- Flittarder Rheinaue, Naturschutzgebiet und Naherholungsgebiet mit vielfältiger Tier- und Pflanzenwelt
- Am Grünen Kuhweg, Kiesgrube und Naturschutzgebiet mit artenreicher Fauna und Flora

## Vereine
In Flittard bestehen – zum Teil seit mehreren Jahrhunderten zahlreiche Vereine – darunter die St. Sebastianus Schützenbruderschaft Köln-Flittard von 1594 e. V., der TV 1893 Flittard e. V., die Sp.Vg. 1920 Flittard und die  Flittarder Karnevalsgesellschaft von 1934 e. V.

## Persönlichkeiten
- Peter Opladen (1876–1957), kath. Priester und Autor

## Bilder

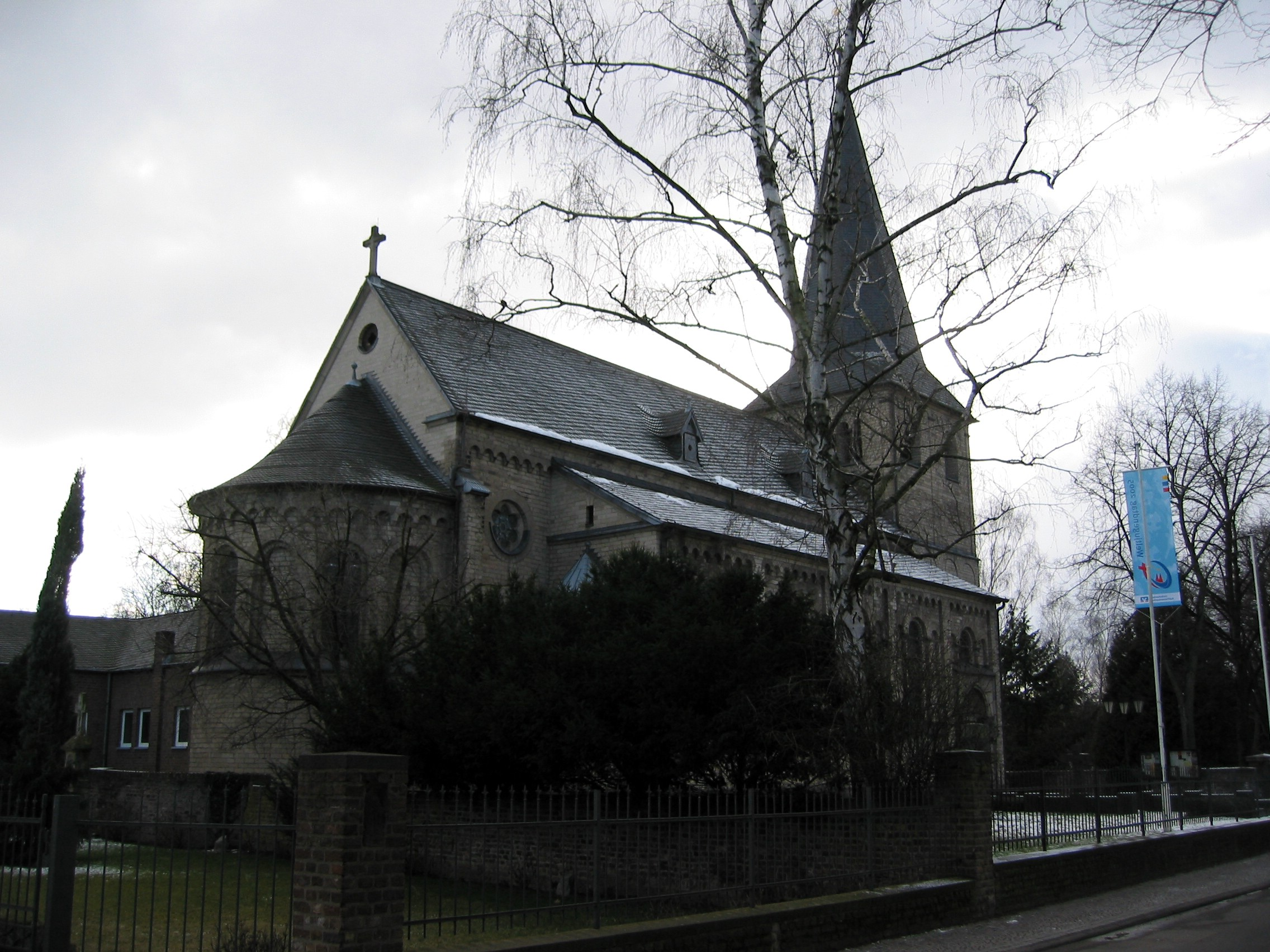
St. Hubertus
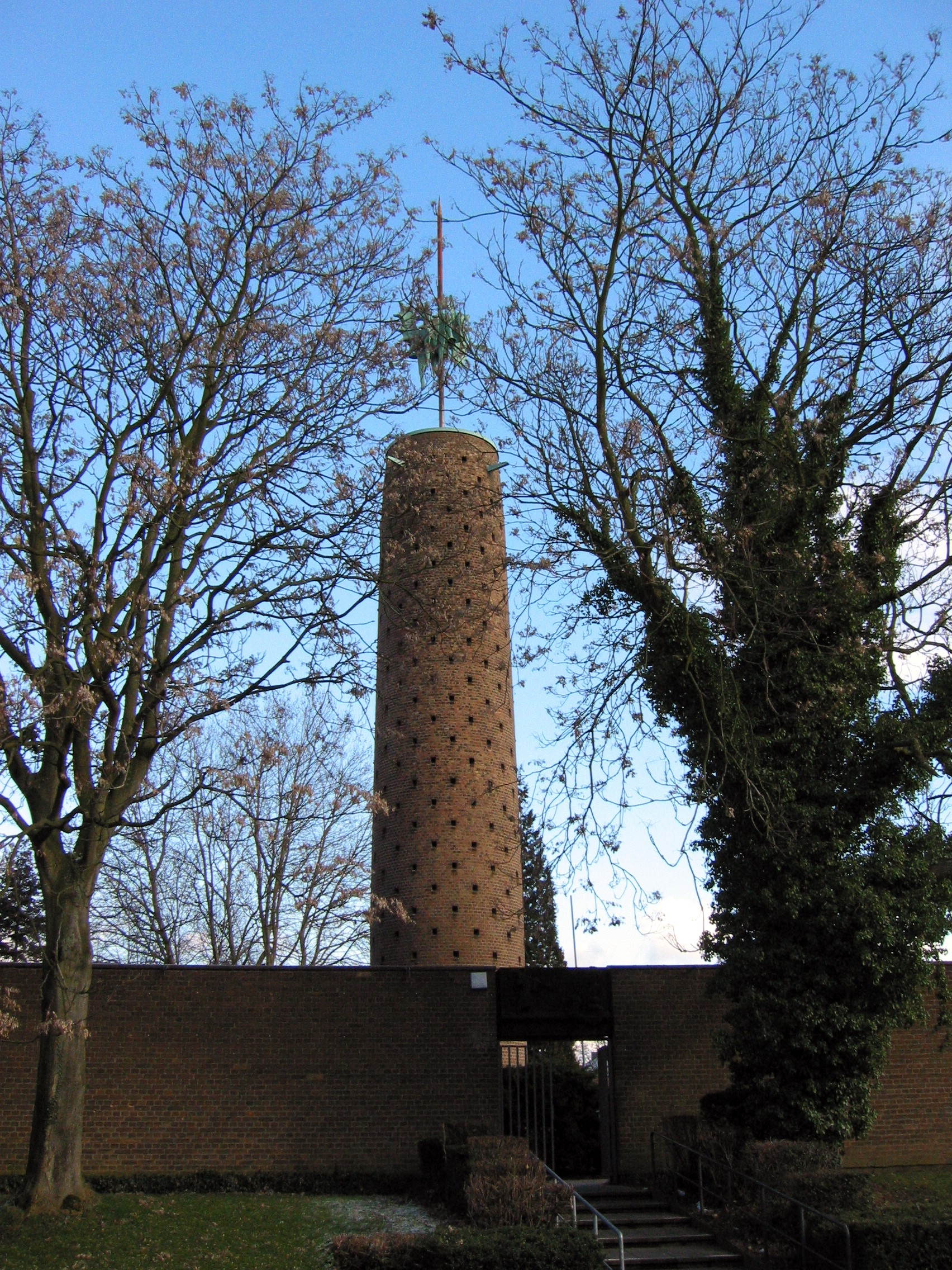
St. Pius X.
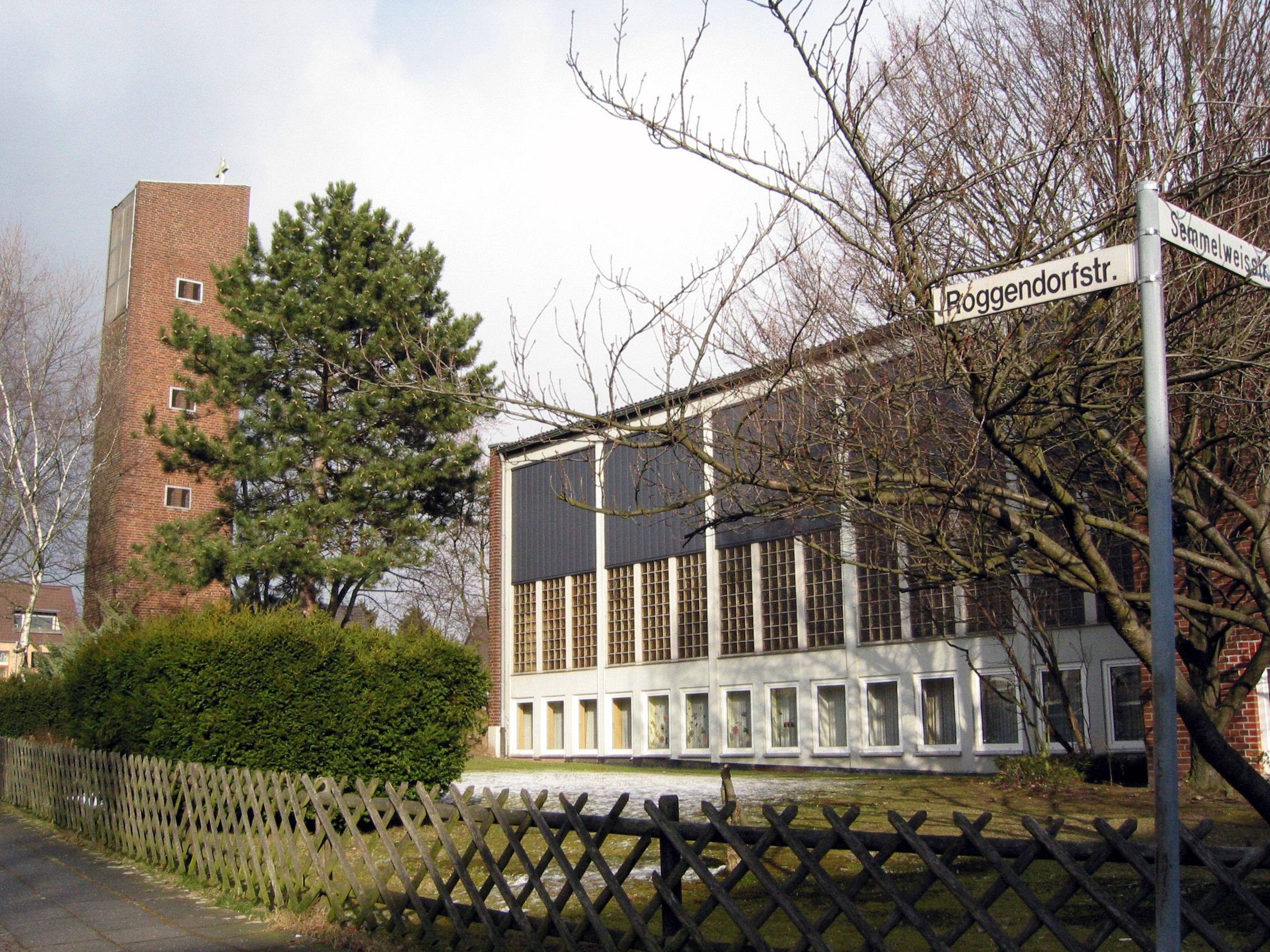
Die 2009 abgerissene evangelische Lukaskirche
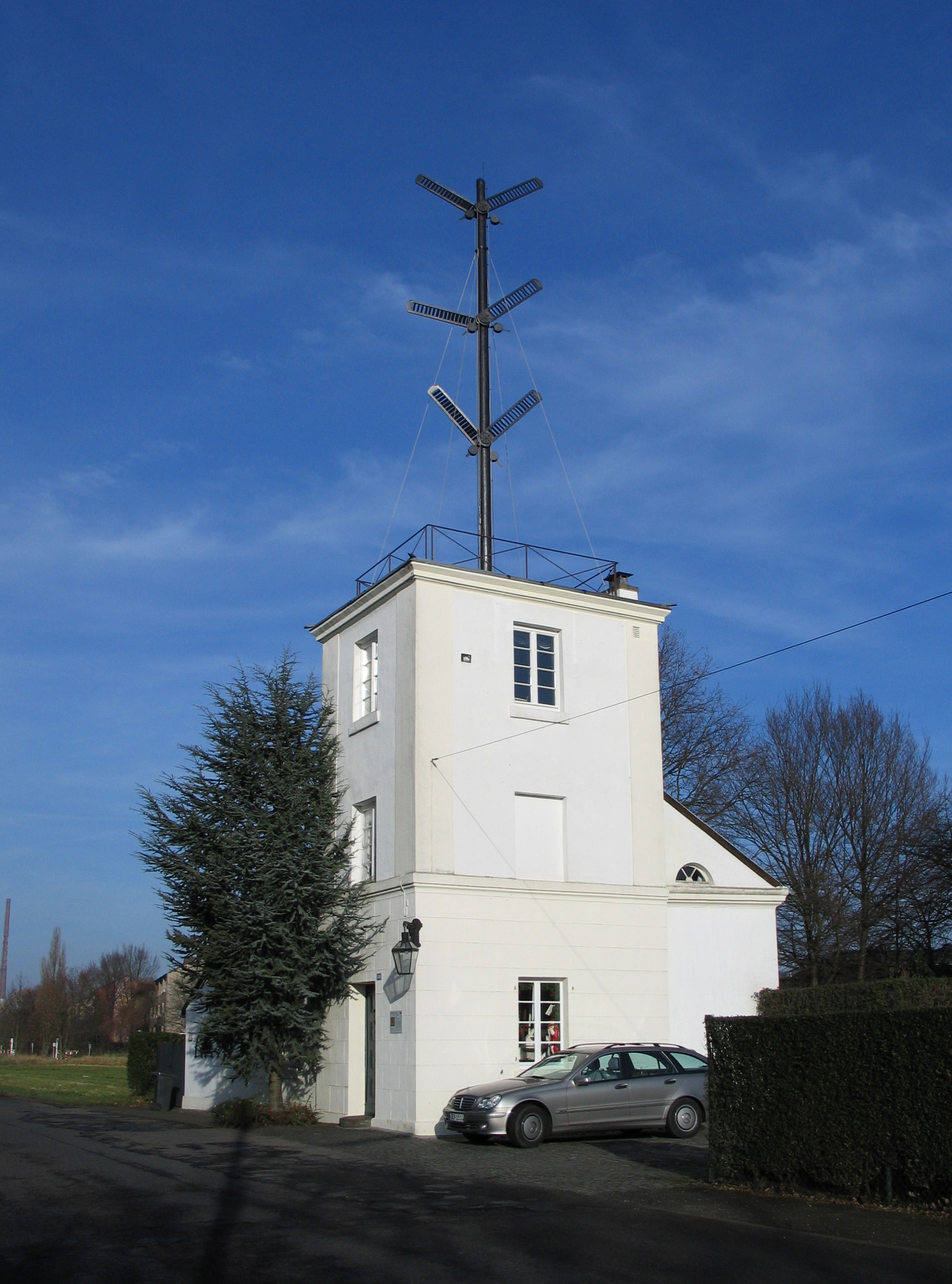
Telegrafenstation
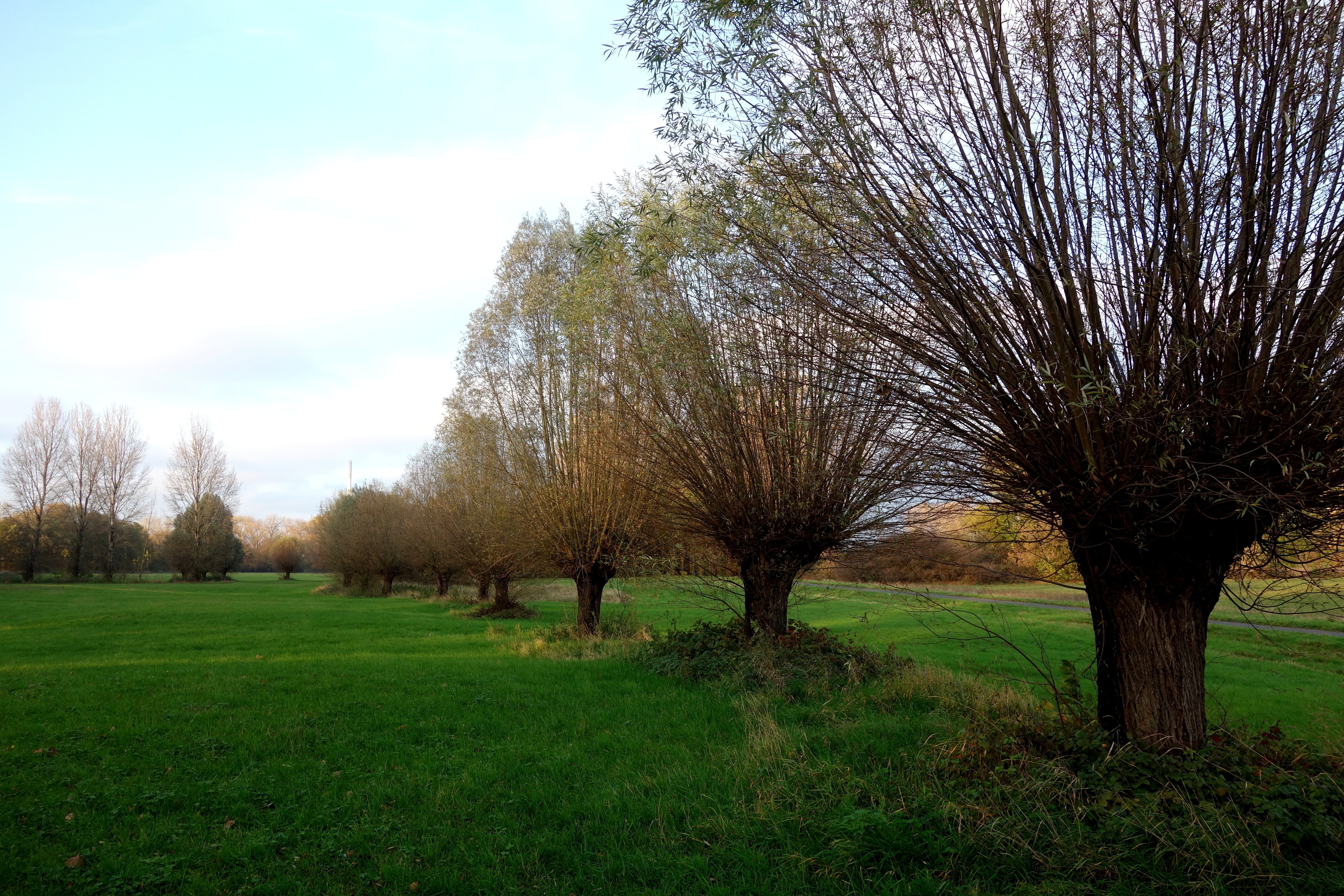
Flittarder Rheinaue